# Camarosporium mirabile
Camarosporium mirabile är en svampart som beskrevs av Petr. 1948. Camarosporium mirabile ingår i släktet Camarosporium, ordningen Botryosphaeriales, klassen Dothideomycetes, divisionen sporsäcksvampar och riket svampar.   Inga underarter finns listade i Catalogue of Life.